# Neukretze
Neukretze ist eine Hofschaft in Hückeswagen im Oberbergischen Kreis im Regierungsbezirk Köln in Nordrhein-Westfalen (Deutschland).

## Lage und Beschreibung
Neukretze liegt im nördlichen Hückeswagen oberhalb der Wuppertalsperre. Nachbarorte sind  Oberhombrechen, Mittelhombrechen, Niederhombrechen, Kormannshausen, Mitberg und Karrenstein. Die Hofschaft ist über eine Zufahrtsstraße erreichbar, die bei Kormannshausen von der Kreisstraße K11 abzweigt und auch Niederhombrechen anbindet.

## Geschichte
Der Name Neukretze weist auf ältere Hofschaften gleichen Namens hin. Die Hofschaften Oberkretze und Niederkretze lagen im Tal der Wupper und wurden vor dem Aufstau der Wuppertalsperre 1973 bzw. 1975 abgerissen und Mitte der 1980er Jahre überflutet.
1481 werden die Orte Ober- und Nieder-Kretze in einer Spendenliste für den Marienaltar der Hückeswagener Kirche genannt. Beide Orte sind darin mit „Im Kretze“ benannt.

## Wander- und Radwege
Folgende Wanderwege führen durch den Ort:
- Der Ortsrundwanderweg A10